# Hrabstwo Wayne (Iowa)
Hrabstwo Wayne – hrabstwo w Stanach Zjednoczonych w stanie Iowa.

## Miasta
| - Allerton - Clio - Corydon | - Humeston - Lineville - Millerton | - Promise City - Seymour |

## Sąsiednie hrabstwa
- Hrabstwo Lucas
- Hrabstwo Appanoose
- Hrabstwo Putnam
- Hrabstwo Mercer
- Hrabstwo Decatur